# اسدآباد، جلیل‌آباد
اسدآباد (به لاتین: Asadabad) یک منطقهٔ مسکونی در جمهوری آذربایجان است که در شهرستان جلیل‌آباد واقع شده‌است.